# Rio Ferdinand
Pour les articles homonymes, voir Ferdinand.
Rio Ferdinand, né le 7 novembre 1978 à Camberwell en Angleterre, est un footballeur international anglais qui évoluait au poste de défenseur central.
En mai 2015, il met un terme à sa carrière sportive après dix-neuf saisons de professionnalisme.

## Biographie

### Enfance et jeunesse
Rio Gavin Ferdinand naît le 7 novembre 1978 au King's College Hospital dans le quartier de Camberwell, situé dans le district de Southwark, et grandit à Peckham. Il est le fils d'une mère d'origine irlandaise, Janice Lavender, et d'un père afro-saint-lucien, Julian Ferdinand,.
Ferdinand a grandi à Peckham dans une famille nombreuse, sa mère étant l'une des six enfants et son père étant arrivé en Grande-Bretagne avec dix autres membres de sa famille. Les deux parents travaillaient pour subvenir aux besoins de la famille, sa mère en tant que assistante maternelle et son père en tant que tailleur,. Ses parents ne se sont jamais mariés et se sont séparés lorsqu'il avait 14 ans. Son père est resté proche, déménageant dans une propriété voisine, et emmenant les enfants aux entraînements de football et dans les parcs locaux,. Ferdinand a fréquenté la Camelot Primary School,. À l'école, il s'est concentré sur les mathématiques et s’épanouissait lorsqu’il avait l’occasion de se produire devant un public, notamment lors d’une représentation scolaire de Bugsy Malone.
Il choisit par la suite de s'inscrire à la Blackheath Bluecoat School (en) pour se faire de nouveaux amis, où il s'y intègre bien, sentant sa confiance grandir. Sa deuxième année est entachée par la mort d'un camarade de classe, Stephen Lawrence, et cet événement a mis en lumière la menace constante de la violence,. Ferdinand appréciait l'expression physique, participant non seulement à des cours de football et de gymnastique, mais aussi à des pièces de théâtre et à des cours de dances et de ballets. C'était un enfant doué : il a représenté Southwark en gymnastique aux Jeux de la jeunesse de Londres (en),, à l'âge de 10 ans il a été invité à s'entraîner à l'académie des Queens Park Rangers, et à l'âge de 11 ans il a obtenu une bourse pour entrer à la Central School of Ballet (en) de Londres. Ferdinand a suivi des cours de ballet, se rendant au centre ville quatre jours par semaine pendant quatre ans.

### Formation à West Ham
Les capacités footballistiques supérieures de Ferdinand étaient déjà évidentes lorsqu'il était enfant : à l'âge de 11 ans, un entraîneur de jeunes, David Goodwin, fit remarquer : « Je vais t'appeler Pelé, fiston, j'aime ta façon de jouer »,. Ferdinand jouait régulièrement dans des équipes de jeunes et à Eltham Town, il évoluait en tant que milieu de terrain offensif, mais les recruteurs de l'équipe ont vu que le jeune joueur avait le potentiel physique pour être défenseur central à la place. Les équipes se disputent alors les services du jeune footballeur et, pendant sa jeunesse, il s'entraîne notamment avec Charlton Athletic, Chelsea, Millwall et les Queens Park Rangers,. Ferdinand était toujours curieux de découvrir de nouveaux endroits et s'est même rendu au nord du pays, sur le terrain d'entraînement de Middlesbrough, où il passe une bonne partie de ses vacances scolaires dans un studio pour être présent.
Cependant, c’est l’équipe londonienne de West Ham United qui allait devenir son club de cœur, et il rejoignit leur centre de formation en 1992. Il a signé son premier contrat dans le cadre du Youth Training Scheme (en) en janvier 1994 et évolue aux côtés de joueurs tels que Frank Lampard chez les jeunnes,. En attendant le succès en club, le football international commençait également pour Ferdinand ; à 16 ans, il rejoignit l'équipe d'Angleterre des moins de 18 ans pour participer au Championnat d'Europe de sa catégorie d'âge, acquérant ainsi sa première expérience en compétition internationale.

### Carrière en club
Repéré à l'origine par Frank Lampard, Rio Ferdinand progresse dans les rangs des équipes de jeunes, obtenant un contrat professionnel et une place en équipe première. Le 5 mai 1996, il fait ses débuts en équipe première, entrant en jeu à la place de Tony Cottee lors du dernier match de la saison des Hammers, un match nul 1-1 à domicile contre Sheffield Wednesday,. Le 1er février 1997, Rio Ferdinand inscrit son premier but pour West Ham, lors de sa sixième apparition pour le club, marquant lors d'une défaite 2-1 contre les Blackburn Rovers. Il devient ainsi le plus jeune joueur, âgé de 18 ans et 86 jours, à marquer pour West Ham en Premier League.
En novembre 2000, Leeds United recrute Rio Ferdinand pour une somme de 18 millions de livres sterling, le rendant le joueur le plus cher du pays. 
En 2002, il signe pour £ 40 Millions au prestigieux club de Manchester United, devenant le défenseur le plus cher de l'histoire du football. En 2003, il refuse de se présenter à un test de dopage. Néanmoins, il fait le test après la date que souhaite la FA, sans résultat positif. En dépit de cela, il est suspendu de son club et de la sélection pour huit mois. Par la suite, il avoue regretter cette erreur.
Il prolonge son contrat avec Manchester United jusqu'en juin 2013.  Le 12 mai 2014, il annonce son départ de Manchester United. Il aura porté le maillot des Red Devils 454 fois durant douze saisons. Le 17 juillet 2014, un accord a été trouvé entre Rio Ferdinand et les Queens Park Rangers. Le défenseur anglais rejoint ainsi le club londonien pour un contrat d'une durée d'un an.
Le 2 mai 2015, Rio Ferdinand annonce le décès de sa femme Rebecca des suites d'un cancer contre lequel elle luttait depuis des années.
Le 27 mai 2015, Ferdinand fait partie des joueurs en fin de contrat et libérés par QPR. Trois jours plus tard, il annonce qu'il met un terme à sa carrière sportive.

### En équipe nationale
Rio Ferdinand dispute sa première compétition internationale lors de la Coupe du monde 1998 puis participe à la Coupe du monde 2002 où il inscrit un but face au Danemark en 1/8e de finale. Quatre ans plus tard, il est de nouveau convoqué pour participer à la Coupe du monde 2006. 
En janvier 2010, il devient le capitaine de l'équipe d'Angleterre lorsque le sélectionneur Fabio Capello a décidé de retirer le brassard à son coéquipier John Terry à la suite de l'affaire Wayne Bridge - John Terry. Le 4 juin 2010, Rio se blesse au genou lors d'un entrainement et est contraint de déclarer forfait pour la Coupe du monde 2010 en Afrique du Sud. Il est remplacé par Dawson au sein du groupe anglais. Mais il perd son brassard l'année suivante, celui-ci revient à John Terry.
Le 15 mai 2013, Rio Ferdinand annonce sa retraite internationale, deux ans après son dernier match disputé sous les couleurs de l'Angleterre.

## Statistiques
| Saison                | Club                   | Championnat           | Championnat | Championnat | Coupe nationale | Coupe nationale | Coupe de la Ligue | Coupe de la Ligue | Supercoupe | Supercoupe | Compétition(s) continentale(s) | Compétition(s) continentale(s) | Compétition(s) continentale(s) | Autres compétitions | Autres compétitions | Autres compétitions | Total | Total |
| Saison                | Club                   | Division              | M.          | B.          | M.              | B.              | M.                | B.                | M.         | B.         | Comp.                          | M.                             | B.                             | Comp.               | M.                  | B.                  | M.    | B.    |
| 1995-1996             | West Ham United        | 1                     | 1           | 0           | 0               | 0               | 0                 | 0                 | -          | -          | -                              | -                              | -                              | -                   | -                   | -                   | 1     | 0     |
| 1996-1997             | West Ham United        | 1                     | 15          | 2           | 1               | 0               | 1                 | 0                 | -          | -          | -                              | -                              | -                              | -                   | -                   | -                   | 17    | 2     |
| 1996-1997             | AFC Bournemouth (prêt) | 3                     | 10          | 0           | 0               | 0               | 0                 | 0                 | -          | -          | -                              | -                              | -                              | -                   | -                   | -                   | 10    | 0     |
| 1997-1998             | West Ham United        | 1                     | 35          | 0           | 6               | 0               | 5                 | 0                 | -          | -          | -                              | -                              | -                              | -                   | -                   | -                   | 46    | 0     |
| 1998-1999             | West Ham United        | 1                     | 31          | 0           | 1               | 0               | 1                 | 0                 | -          | -          | -                              | -                              | -                              | -                   | -                   | -                   | 33    | 0     |
| 1999-2000             | West Ham United        | 1                     | 33          | 0           | 1               | 0               | 4                 | 0                 | -          | -          | C4+C3                          | 6+3                            | 0+0                            | -                   | -                   | -                   | 47    | 0     |
| 2000-2001             | West Ham United        | 1                     | 12          | 0           | 0               | 0               | 2                 | 0                 | -          | -          | -                              | -                              | -                              | -                   | -                   | -                   | 14    | 0     |
| 2000-2001             | Leeds United           | 1                     | 23          | 2           | 2               | 0               | 0                 | 0                 | -          | -          | C1                             | 7                              | 1                              | -                   | -                   | -                   | 32    | 3     |
| 2001-2002             | Leeds United           | 1                     | 31          | 0           | 1               | 0               | 2                 | 0                 | -          | -          | C3                             | 7                              | 0                              | -                   | -                   | -                   | 41    | 0     |
| 2002-2003             | Manchester United      | 1                     | 28          | 0           | 3               | 0               | 4                 | 0                 | -          | -          | C1                             | 11                             | 0                              | -                   | -                   | -                   | 46    | 0     |
| 2003-2004             | Manchester United      | 1                     | 20          | 0           | 0               | 0               | 0                 | 0                 | 1          | 0          | C1                             | 6                              | 0                              | -                   | -                   | -                   | 27    | 0     |
| 2004-2005             | Manchester United      | 1                     | 31          | 0           | 5               | 0               | 1                 | 0                 | 0          | 0          | C1                             | 5                              | 0                              | -                   | -                   | -                   | 42    | 0     |
| 2005-2006             | Manchester United      | 1                     | 37          | 3           | 2               | 0               | 5                 | 0                 | -          | -          | C1                             | 8                              | 0                              | -                   | -                   | -                   | 52    | 3     |
| 2006-2007             | Manchester United      | 1                     | 33          | 1           | 7               | 0               | 0                 | 0                 | -          | -          | C1                             | 9                              | 0                              | -                   | -                   | -                   | 49    | 1     |
| 2007-2008             | Manchester United      | 1                     | 35          | 2           | 4               | 0               | 0                 | 0                 | 1          | 0          | C1                             | 11                             | 1                              | -                   | -                   | -                   | 51    | 3     |
| 2008-2009             | Manchester United      | 1                     | 24          | 0           | 3               | 0               | 1                 | 0                 | 1          | 0          | C1                             | 11                             | 0                              | SC+CMC              | 1+2                 | 0+0                 | 43    | 0     |
| 2009-2010             | Manchester United      | 1                     | 13          | 0           | 0               | 0               | 1                 | 0                 | 1          | 0          | C1                             | 6                              | 0                              | -                   | -                   | -                   | 21    | 0     |
| 2010-2011             | Manchester United      | 1                     | 19          | 0           | 2               | 0               | 1                 | 0                 | 0          | 0          | C1                             | 7                              | 0                              | -                   | -                   | -                   | 29    | 0     |
| 2011-2012             | Manchester United      | 1                     | 30          | 0           | 1               | 0               | 0                 | 0                 | 1          | 0          | C1+C3                          | 4+2                            | 0+0                            | -                   | -                   | -                   | 38    | 0     |
| 2012-2013             | Manchester United      | 1                     | 28          | 1           | 2               | 0               | 0                 | 0                 | -          | -          | C1                             | 4                              | 0                              | -                   | -                   | -                   | 34    | 1     |
| 2013-2014             | Manchester United      | 1                     | 14          | 0           | 1               | 0               | 1                 | 0                 | 0          | 0          | C1                             | 7                              | 0                              | -                   | -                   | -                   | 23    | 0     |
| 2014-2015             | Queens Park Rangers    | 1                     | 11          | 0           | 1               | 0               | 0                 | 0                 | -          | -          | -                              | -                              | -                              | -                   | -                   | -                   | 12    | 0     |
| Total sur la carrière | Total sur la carrière  | Total sur la carrière | 514         | 11          | 43              | 0               | 29                | 0                 | 5          | 0          | -                              | 114                            | 2                              | -                   | 3                   | 0                   | 708   | 13    |

## Palmarès

### En club
- Manchester United
  - Champion d'Angleterre en 2003, 2007, 2008,  2009, 2011 et 2013
  - Vainqueur de la Ligue des champions en 2008
  - Vainqueur de la League Cup 2006
  - Vainqueur de la Coupe du monde des clubs 2008
  - Vainqueur du Community Shield en 2003, 2007, 2008 et 2011
  - Vice-champion d'Angleterre en 2006, 2010 et 2012
  - Finaliste de la Coupe d'Angleterre en 2005 et 2007
  - Finaliste de la Ligue des champions en 2009 et 2011

### Distinctions personnelles
- Élu meilleur joueur de la saison 1997-1998 par les supporters de West Ham (Hammer Of The Year)
- Joueur du mois du championnat d'Angleterre en octobre 2001
- Nommé dans l'équipe type du championnat d'Angleterre en 2002, 2005, 2007, 2008, 2009 et 2013
- Membre de l'équipe type FIFA en 2008.

### Buts en sélection
| Buts en sélection de Rio Ferdinand | Buts en sélection de Rio Ferdinand | Buts en sélection de Rio Ferdinand | Buts en sélection de Rio Ferdinand | Buts en sélection de Rio Ferdinand | Buts en sélection de Rio Ferdinand | Buts en sélection de Rio Ferdinand      |
| #                                  | Date                               | Lieu                               | Adversaire                         | Score                              | Résultats                          | Compétitions                            |
| ---------------------------------- | ---------------------------------- | ---------------------------------- | ---------------------------------- | ---------------------------------- | ---------------------------------- | --------------------------------------- |
| 1                                  | 15 juin 2002                       | Niigata Stadium, Niigata           | Danemark                           | 1-0                                | 3-0                                | Coupe du monde 2002                     |
| 2                                  | 12 septembre 2007                  | Stade de Wembley, Londres          | Russie                             | 1-0                                | 3-0                                | Éliminatoires Euro 2008                 |
| 3                                  | 11 octobre 2008                    | Stade de Wembley, Londres          | Kazakhstan                         | 1-0                                | 5-1                                | Éliminatoires de la Coupe du monde 2010 |

## Famille
Rio Ferdinand est le frère aîné d'Anton Ferdinand, ancien défenseur professionnel et le cousin de l'ancien attaquant international anglais Les Ferdinand.
Depuis 2017, il entretient une relation avec sa compatriote Kate Wright qu'il épouse en 2019.